# المور سیتی (اکلاهما)
المور سیتی(به انگلیسی: Elmore City) شهری در ایالت اکلاهما کشور ایالات متحده آمریکا است که جمعیت آن در سرشماری سال ۲۰۱۰ میلادی، ۶۹۷ نفر بوده‌است.